# Kefersteinia taggesellii
Kefersteinia taggesellii är en orkidéart som beskrevs av Tilman Neudecker. Kefersteinia taggesellii ingår i släktet Kefersteinia och familjen orkidéer. Inga underarter finns listade i Catalogue of Life.